# Hygrostolides kosemponis
Hygrostolides kosemponis är en fjärilsart som beskrevs av Embrik Strand 1920. Hygrostolides kosemponis ingår i släktet Hygrostolides och familjen nattflyn. Inga underarter finns listade i Catalogue of Life.